# Bastantitas de Abajo
Bastantitas de Abajo är en ort i Mexiko.   Den ligger i kommunen Tamazula och delstaten Durango, i den västra delen av landet, 1 100 km nordväst om huvudstaden Mexico City. Bastantitas de Abajo ligger 2 329 meter över havet och antalet invånare är 111.
Terrängen runt Bastantitas de Abajo är huvudsakligen bergig, men den allra närmaste omgivningen är kuperad. Bastantitas de Abajo ligger uppe på en höjd. Runt Bastantitas de Abajo är det mycket glesbefolkat, med 5 invånare per kvadratkilometer. Närmaste större samhälle är Todos Santos, 16,3 km öster om Bastantitas de Abajo. I omgivningarna runt Bastantitas de Abajo växer i huvudsak blandskog.